# Strela 2
9K32 "Strela-2" (russisk 9К32 "Cтрела-2" – pil, (NATO-rapporteringsnavn SA-7 Grail) er et bærbart jord til luft-missil, der affyres fra skulderen og flyver lavt, udstyret med et højeksplosivt sprænghoved med infrarød styring. Det kan sammenlignes med den amerikanske FIM-43 Redeye. Den var den første generation af sovjetiske bærbare SAM'er (surface to air missile), der kom i brug i 1968, med masseproduktion startende i 1970.